# Partido de la Izquierda Socialista
El Partido de Izquierda Socialista (en noruego: Sosialistisk Venstreparti, abreviado SV) es un partido político socialista democrático de Noruega.

## Historia
El partido fue fundado en 1973 como Liga Electoral Socialista (Sosialistisk Valgforbund), una alianza del Partido Popular Socialista, el Partido Comunista de Noruega, Socialistas Democráticos - AIK independientes y otros. El movimiento surgió en gran medida como resultado de la victoria del "No" en el referéndum sobre la adhesión a la Comunidad Europea de 25 de septiembre de 1972. En las elecciones de 1973 obtuvo el 11,6% de los votos y logró 16 escaños en el Storting. En abril de 1974, en una conferencia celebrada en Oslo, se acordó que la coalición debía convertirse en un solo partido que integraría los anteriores. Finalmente, durante una conferencia celebrada en Trondheim en 1975 se acordó llamarse Partido Socialista de Izquierda y Berit Ås fue nombrado líder del partido. Al mismo tiempo, los miembros del Partido Comunista de Noruega decidieron no disolver el partido y romper la colaboración con el SV.
Los primeros años no tuvieron éxito electoral, pero durante la década de 1980 aumentó la popularidad de la SV con su programa a favor de luchar por la paz, el desarme y la eliminación del desempleo y la desigualdad económica. A pesar del éxito en las elecciones de 1989, a principios de la década de 1990 su popularidad decayó, si bien tuvieron éxito en la campaña del "No" en el referéndum de 1994 sobre el ingreso de Noruega en la Unión Europea. En 1997 fue nombrada líder del partido Kristin Halvorsen, y aumentó la popularidad del partido al centrarse en la problemática de la educación.
La acción militar en Kosovo fue un tema controvertido dentro del SV. Argumentando que había que detener la "limpieza" étnica en Kosovo, la mayor parte del liderazgo del partido, incluido Kristin Halvorsen, se mostró a favor de los ataques aéreos de la OTAN, pero muchos dentro del partido rechazaron con vehemencia este apoyo, argumentando que la violencia sólo conduciría a más violencia. Asimismo, se declararon en contra de la invasión de EE. UU. a Afganistán y estaban muy en contra de la guerra de Irak y de la presencia militar noruega en Irak.
El SV formó parte desde el otoño de 2005 del gobierno noruego, en alianza con el Partido Laborista y el Partido de Centro (Noruega).

## Resultados electorales
|  | 11,2 % |

|  | 4,2 % |

|  | 4,9 % |

|  | 5,5 % |

|  | 10,1 % |

|  | 7,91 % |

|  | 6,01 % |

|  | 12,55 % |

|  | 8,83 % |

|  | 6,20 % |

|  | 4,09 % |

|  | 6,02 % |

|  | 7,6 % |